# En løves hjerte
En løves hjerte er en amerikansk stumfilm fra 1917 af Frank Lloyd.

## Medvirkende
- William Farnum som Barney Kemper.
- Mary Martin som Margaret Danforth.
- William Courtleigh Jr. som Dick Kemper.
- Wanda Hawley som Iola Hamilton.
- Walter Law som Tex.